# Luka anionowa
Luka anionowa (LA) – różnica stężenia Na+ i sumy stężeń Cl- i HCO3- (głównych kationów i anionów osocza) lub różnica pomiędzy sumą stężeń nieoznaczonych kationów (ΣNK) i nieoznaczonych anionów (ΣNA). Przez symbol ΣNK rozumiemy sumę stężeń kationów innych niż Na+ (K+, Mg2+), a poprzez ΣNA sumę stężeń anionów innych niż HCO3- i Cl- (białek, fosforanów, siarczanów, kreatyniny, kwasów organicznych). W warunkach homeostazy organizmu sumy stężeń kationów i anionów są sobie równe. Oznaczenie stężeń wszystkich kationów i anionów jest kłopotliwe, dlatego przyjęto oznaczanie 3 najważniejszych – sodu, wodorowęglanów i chlorków.   
W warunkach prawidłowych LA wynosi 8 – 14 mEq/l. Wzrasta w stanach, kiedy w organizmie rośnie liczba anionów białkowych, anionów kwasów organicznych i nieorganicznych lub na skutek hipomagnezemii. Służy różnicowaniu kwasic metabolicznych. Dzieli się je na kwasice z niepodwyższoną luką anionową i hiperchloremią i przebiegające z podwyższoną luką anionową i hipochloremią.  

## Skład elektrolitowy osocza
Przykładowa zawartość elektrolitów w osoczu:
| Kationy | Kationy   | Aniony              | Aniony    |
| ------- | --------- | ------------------- | --------- |
| Sodu    | 139 mEq/L | Wodorowęglanowe     | 22 mEq/L  |
| Potasu  | 4 mEq/L   | Chlorkowe           | 104 mEq/L |
| Wapnia  | 5 mEq/L   | Fosforanowe         | 1 mEq/L   |
| Magnezu | 2 mEq/L   | Siarczanowe         | 1 mEq/L   |
|         |           | Kwasów organicznych | 6 mEq/L   |
|         |           | Białek              | 16 mEq/L  |
| Total   | 150 mEq/L | Total               | 150 mEq/L |

## Obliczanie
Luka anionowa jest wartością wyliczoną. Oznacza to, że nie da się jej zmierzyć żadnym specyficznym testem laboratoryjnym, lecz jest wyliczona na podstawie wyników kilku niezależnych testów, mierzących stężenia anionów i kationów.
LA = [Na+] - ([Cl-]+[HCO3-])
Słownie: Luka anionowa = Sód - (Chlor + Wodorowęglany)
LA = ΣNK - ΣNA 
Gdzie: ΣNK - kationy nieoznaczone, ΣNA - aniony nieoznaczone
Stąd można obliczyć, że suma stężeń kationów jest równa sumie stężeń anionów::
[Na+] + ΣNK = ([Cl-]+[HCO3-]) + ΣNA

## Zastosowanie
Zmniejszenie wyliczonej w luki anionowej występuje w następujących sytuacjach: 
- zwiększenie stężenia kationów innych niż sód (np. potas, wapń, magnez, paraproteiny)
- zmniejszenie stężenia anionów innych niż chlorkowe i wodorowęglanowe (np. aniony fosforanowe, białczanowe, siarczanowe, mleczanowe, pirogronianowe)

Zwiększona LA powstaje w sytuacjach odwrotnych to znaczy zmniejszenia liczby odpowiednich kationów lub zwiększenia anionów.
Oznaczanie luki anionowej ma znaczenie przede wszystkim w diagnostyce kwasic nieoddechowych, które dzieli się na:
- kwasice nieoddechowe z prawidłową LA (kwasice hiperchloremiczne, wywołane głównie utratą zasad)
- kwasice nieoddechowe ze zwiększoną LA (kwasice normochloremiczne, wywołane obecnością kwasów nielotnych, zmniejszoną resorpcją wodorowęglanów lub zmniejszonym wydalaniem H+)

Pojęcia "nieoznaczane aniony" i "nieoznaczane kationy" straciły obecnie nieco na aktualności, gdyż duża część z nieoznaczanych kiedyś jonów jest obecnie oznaczana standardowo.